# Mooreobdella ochotherenai
Mooreobdella ochotherenai är en ringmaskart som först beskrevs av Arturo Caballero 1932.  Mooreobdella ochotherenai ingår i släktet Mooreobdella och familjen hundiglar. Inga underarter finns listade i Catalogue of Life.